# Jakttid

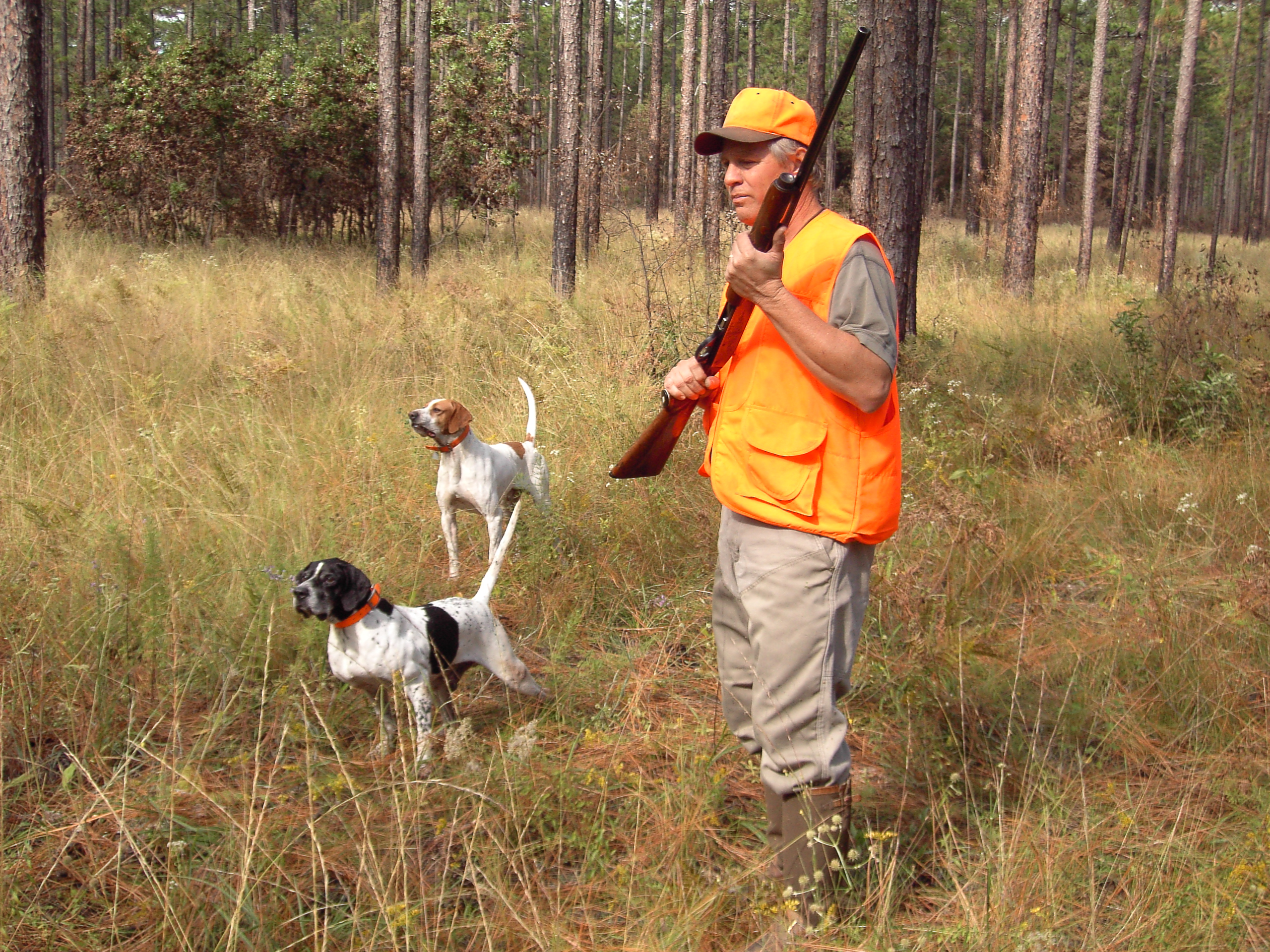

Jakttid eller jaktsäsong är den tid under ett år då jakt på en viss djurart är lovlig.
Jakttiden bestäms av myndigheterna, i Sverige oftast av länsstyrelsen, med hänsyn till att skydda artens fortplantning. Jakttiden för de olika arterna varierar ofta i olika delar av landet.
Jakt utanför säsongen kan räknas som jaktbrott.